# Affaire Michael Brown
Pour les articles homonymes, voir Michael Brown et Brown.
 (juillet 2016).
L’affaire Michael Brown concerne les événements entourant la mort de Michael Brown, un Afro-Américain âgé de 18 ans, non armé au moment des faits, abattu le 9 août 2014 par six coups de feu tirés par Darren Wilson, policier à Ferguson, Missouri,. Les faits n'ont pas été filmés et les versions qu'en donnent respectivement la police et les témoins divergent. Selon la police, Wilson a agi en état de légitime défense. Selon les témoins, Brown est abattu alors qu'il avait les mains en l'air. Brown n'avait aucun casier judiciaire et les états de service de Wilson étaient vierges au moment des faits.
L'affaire entraîne des émeutes dans une région avec des tensions raciales et une discrimination parmi les plus fortes des États-Unis. L'événement obtient une couverture médiatique internationale, étant comparé par certains commentateurs à l'affaire Trayvon Martin,. Il mène à plusieurs jours de manifestations et d'émeutes à Ferguson dans le Missouri à partir du 10 août.
Le 11 août, le Federal Bureau of Investigation (FBI) ouvre une enquête sur la fusillade. Le jour suivant, le président des États-Unis Barack Obama fait une déclaration, exprimant ses condoléances à la famille Brown et affirmant que des ressources fédérales seront consacrées à l'enquête. Le 16 août, à la suite de l'augmentation des pillages et de la violence, le gouverneur du Missouri Jay Nixon déclare l'état d'urgence, impose un couvre-feu et demande l'aide de la Garde nationale. Deux jours plus tard, le couvre-feu n'ayant pas réussi à contrôler la violence, Nixon lève ce dernier.

## Personnes impliquées
La victime est un jeune homme de 18 ans du nom de Michael Brown qui devait commencer des études au Vatterott College (en) après avoir obtenu un diplôme du Normandy High School (en) à Wellston (Missouri). Il n'avait pas de casier judiciaire. Son gabarit hors norme de 6 pieds 4 pouces (1,93 m) pour 292 livres (soit 132 kg) lui valait le surnom de « Big Mike », qu'il utilisait également comme pseudonyme pour écrire des morceaux de rap. Selon ses proches, le jeune homme rêvait de se lancer en affaires. Blessé le samedi 9 août 2014, il succombe à ses blessures le lendemain. Dorian Johnson accompagnait Michael Brown au moment de l'incident.
L'officier de police auteur des coups de feu se nomme Darren Wilson. Il est âgé de 28 ans au moment des faits. Son nom est révélé par la police de Ferguson une semaine après l'incident. En février 2014, Wilson reçoit une citation pour « effort extraordinaire dans l'exercice du devoir » pour avoir capturé un conducteur vendant de larges quantités de marijuana. Wilson est mis en congé payé administratif à la suite de la fusillade.

## Comptes rendus des faits
Le samedi 9 août, aux environs de 14 h (heure locale), Michael Brown et Dorian Johnson se dirigent vers la maison de la grand-mère de Brown,. À ce moment, un officier de police dirige son véhicule vers eux. La suite des événements est décrite de manière différente selon les témoins.

### Version de la police
Selon Joe Belmar, chef de la police du comté de Saint Louis (en), Michael Brown a été blessé mortellement après avoir agressé un policier de Ferguson et tenté de lui dérober son arme. Selon cette version, un premier coup de feu a été tiré de la voiture du policier, puis le policier est sorti du véhicule et a tiré à plusieurs reprises en direction du jeune homme. Celui-ci s'est affaissé à une dizaine de mètres de la voiture de police, vers 14 h 15. Selon l'officier de police Wilson, Brown aurait baissé les bras après les avoir levés et se serait dirigé vers lui de façon menaçante, le poussant à recourir au tir pour tuer (deadly force).
Le chef de la police de Ferguson, Thomas Jackson, déclare depuis que l'officier qui a tiré sur Brown a été blessé dans l'incident. Wilson aurait été sévèrement battu, et souffrirait d'une fracture du plancher orbital. Il serait en outre traumatisé, craignant pour sa vie et celle de ses proches et redoutant de servir d'exemple.

### Version de Dorian Johnson
Dorian Johnson soutient qu'il marchait aux côtés de Michael Brown quand un policier leur a dit de marcher sur le trottoir plutôt que dans la rue. Michael Brown et lui n'en ont pas tenu compte, dit-il, de sorte que le policier est revenu à la charge, d'abord dans sa voiture, puis à l'extérieur, où il a tiré un coup de feu. Effrayés, les deux jeunes hommes ont pris la fuite.
Dorian Johnson déclare que le policier « a tiré de nouveau, et lorsque mon ami a senti ce coup, il s'est retourné, a mis les mains dans les airs et a commencé à se baisser. Mais le policier a continué d'approcher avec son fusil en joue et a tiré plusieurs autres coups ».

### Autres témoignages
Des témoins contredisent la version du chef de la police. Selon eux, Brown et un ami ont été interpellés par le policier alors qu'ils marchaient au milieu de la rue. Une altercation verbale a suivi et le policier a tenté de faire entrer Brown dans sa voiture. Le jeune homme aurait résisté et se serait éloigné de l'automobile avant de se retourner, les mains en l'air, pour montrer qu'il n'était pas armé. Le policier aurait alors commencé à tirer dans sa direction. Le département de la Justice, dans son rapport du 4 mars 2015, indiquait que les enquêteurs fédéraux avaient été confrontés à de nombreux témoignages mensongers de la part de personnes présentant un témoignage incriminant le policier. Le témoin No 22 reconnaissait avoir menti au FBI, souhaitant juste faire partie de l'événement. Le témoin No 37, après avoir présenté trois versions différentes, reprochait aux enquêteurs le fait qu'ils sollicitent encore son témoignage (« If none of my stuff is making any sense, like why do y'all keep contacting me? »). Selon le rapport du Département de la Justice, aucun élément matériel ni aucun témoignage ne permettait d'établir le fait que Brown avait les mains levées au moment des tirs.

#### Piaget Crenshaw
Témoin de la fusillade, Piaget Crenshaw dit qu'il lui a semblé voir une lutte entre le policier et Brown, avant que le policier ne tire sur Brown depuis l'intérieur de son véhicule. Brown aurait alors pris la fuite, le policier le poursuivant sur une distance de 6 mètres avant de tirer de nouveau. Lorsque Brown se serait arrêté les mains en l'air, le policier aurait tiré de nouveau à deux reprises,.
Après la publication du compte rendu de l'autopsie préliminaire, Crenshaw estime que les tirs du policier alors que Brown fuyait en lui tournant le dos n'ont pas atteint la victime (tirs d'avertissement). Les tirs mortels auraient été effectués après qu'il s'est arrêté et retourné vers le policier.

#### Tiffany Mitchell
Venue chercher sa collègue Piaget Crenshaw, Tiffany Mitchell corrobore le témoignage de celle-ci. Selon elle, le premier coup de feu aurait été tiré de l'intérieur de la voiture de police alors que Wilson y était seul et que Brown s'en serait déjà enfui.

#### James McKnight
Autre témoin, James McKnight dit que Brown avait levé les mains sitôt qu'il s'était arrêté de fuir et qu'il avait alors titubé vers le policier mais ne s'était pas jeté sur lui.

## Enquête
Le 10 août, à la demande de Tom Jackson, Jon Belmar annonce l'ouverture d'une enquête locale,. Invoquant des raisons de sécurité, la police locale refuse d'identifier le policier impliqué dans la fusillade. Elle ne donne pas non plus de précisions sur la date où le rapport d'autopsie sera disponible.
Le 11 août, le FBI ouvre une enquête. Le procureur général Eric Holder ordonne au personnel du département de la justice de suivre les éventuels développements. Selon une porte-parole du FBI, les manifestations et émeutes n'ont joué aucun rôle quant à la décision d'ouvrir une enquête.

### Autopsies
À la demande de la famille, une autopsie préliminaire a été menée le 17 août par le docteur Michael Baden, ancien examinateur médical en chef de la ville de New York. Selon le rapport d'autopsie du médecin légiste, révélé le 18 août, Michael Brown a été touché par six balles. Les quatre premières ont atteint l'adolescent au bras droit, les deux dernières à la tête. Tous les impacts correspondaient à des tirs effectués de face. Aucun impact n'apparaissait dans le dos de Brown. Toujours d'après le médecin, seule une de ces blessures, infligée par une balle reçue au sommet du crâne, était mortelle. L'autopsie ne relève « aucune trace de lutte », attribuant les quelques abrasions présentes sur le corps de la victime à la chute sur la route. Une donnée qui contredit et discrédite la version de la police, selon qui Michael Brown a été tué après une altercation avec un agent auquel il avait essayé de voler son arme. Selon le médecin légiste, aucun résidu de poudre n'a été relevé sur la peau de Michael Brown ce qui signifie que l'arme se trouvait « au moins à plus de 30 à 60 centimètres ». Cependant, de l’ADN de Michael Brown est trouvé sur l’arme du policier, sur la poignée intérieure du véhicule du policier. Diverses autres preuves (tissus, ADN de Wilson dans la paume de Brown...) tendent donc à valider la version de la police,.
Mary Case, examinateur médical du comté de Saint-Louis déclare que Brown avait subi des tirs de face et a refusé de donner davantage d'informations du fait de l'enquête en cours,.
Le procureur général Eric Holder ordonne une troisième autopsie du corps de Michael Brown,.

### Décision du grand jury
Au terme de trois mois d'enquête, le procureur du comté de St Louis annonce que le grand jury — composé de neuf Blancs et de trois Noirs — a décidé de ne pas inculper le policier qui a tué Michael Brown. Selon le procureur, le grand jury a entendu pas moins de 70 témoins et trois médecins légistes. Le ministre de la justice Eric Holder précise toutefois qu'une enquête fédérale indépendante de l'enquête locale a toujours cours et qu'elle se poursuivra. La chaîne d'informations américaine MSNBC affirme que la procureure Kathy Alizadeh a donné à lire aux membres du grand jury, juste avant le témoignage de Wilson, un extrait d'une loi qui autorise prétendument les officiers de police à tirer sur un suspect en fuite, mais déclarée inconstitutionnelle en 1985, influençant ainsi la décision des jurés.

### Décision du département de la Justice
En réponse à l’agitation, le département de la Justice, dirigé par le procureur général Eric Holder, a enquêté sur l'affaire et sur le département de la police de Ferguson. Le département de la Justice a publié deux rapports le 4 mars 2015, dont l'un a cité beaucoup de problèmes avec le département de la police de Ferguson, comprenant des pratiques racistes; selon Le Monde, « L'enquête souligne notamment le racisme ordinaire de la police locale ciblant la communauté noire. La police mais aussi la justice de la ville étaient ainsi engagées dans une « routine » de discrimination contre la population noire locale, affirment les autorités judiciaires. » L'autre rapport a disculpé Darren Wilson, affirmant que les témoins qui ont dit que les mains de Michael Brown étaient en l’air n’étaient pas crédibles, car ces témoins se contredisaient et contredisaient les preuves que le rapport a cité. D'autres témoins qui ont corroboré la version de Wilson ont été jugés crédibles car leur témoignage était en accord avec les preuves. La popularité de l'histoire de Hands Up (« Mains en L’Air ») a été attribuée à Dorian Johnson, l'ami qui a été avec Michael Brown ce jour-là. Selon la page 44 du rapport du DOJ, Witness 101 (Johnson) a fait plusieurs déclarations aux médias immédiatement après l'incident. Les déclarations de Johnson n'étaient pas crédibles,.
En réponse aux conclusions du département de la Justice, des journalistes ont publié des articles au sujet des rapports. Un article dans The Los Angeles Times a dit que le rapport du DOJ a étayé en grande partie la version de Wilson. Jonathan Capehart a écrit dans sa rubrique dans The Washington Post que le rapport qui a disculpé Wilson indique que Hands Up « was built on a lie » (« a été fondée sur un mensonge »), mais que l’autre rapport, qui a critiqué sévèrement le département de la police à Ferguson, est aussi important. The New York Times a publié un article déclarant que le rapport du DOJ « cast doubt on » (« a fait planer le doute sur ») la version de « Hands Up ». Une contrôleuse d’information pour The Washington Post, Michelle Ye Hee Lee, a donné quatre Pinocchios à la version de Hands Up, soutenant que ce n’était pas une représentation juste des événements à Ferguson. La version de « Hands Up Don’t Shoot » a été incluse dans la liste des plus gros Pinocchios (un terme que le journal utilise pour indiquer des fausses déclarations) de 2015, selon les fact-checkeurs du Washington Post (l’affaire a eu lieu en 2014, mais la liste a été compilée en 2015).

## Réactions

### Manifestation et émeutes de Ferguson

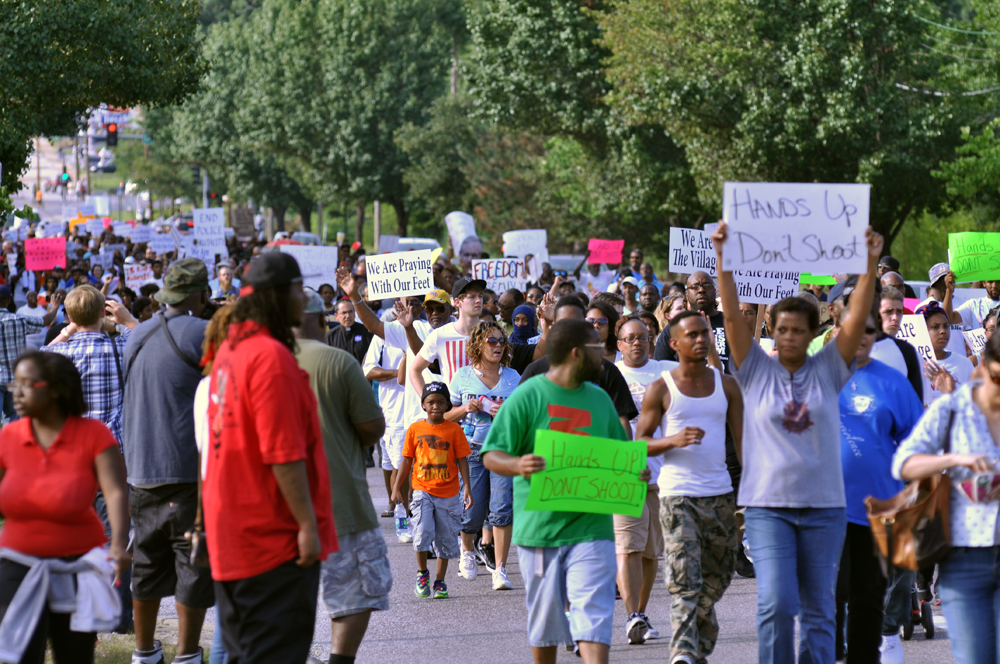
Marche de manifestants le 15 août.

Une veillée est organisée le 10 août. Cette dernière débute pacifiquement, mais certains membres de la foule commencent à s'échauffer. La police locale envoie environ cent cinquante officiers équipés en antiémeute. La foule commence à piller les commerces, à vandaliser les véhicules et à provoquer la police, qui tente de bloquer l'accès à différentes zones de la ville.
Les forces de l'ordre de la municipalité ont utilisé des gaz lacrymogènes et des chiens pour tenter de contenir la foule, mais en vain. Ils ont dû appeler quelque trois cents collègues des environs en renfort. Les émeutes se sont aussi étendues à d'autres communautés avoisinantes. Au moins douze commerces sont pillés ou vandalisés, un dépanneur attenant à une station-service est incendié et environ trente personnes sont arrêtées,. Deux policiers ont subi des blessures mineures. Ce même jour, la police a tiré des gaz lacrymogènes et des balles en caoutchouc pour disperser la foule. Selon les rapports, des coups de feu ont été tirés à Ferguson et cinq personnes ont été arrêtées. Des renforts de police sont arrivés de localités voisines.
Le 12 août, plusieurs centaines de manifestants se sont réunis à Clayton, le siège du comté d'une action pénale de l'agent impliqué dans la fusillade. Les manifestants portaient des pancartes à Ferguson et beaucoup ont levé les mains en l'air en criant « Don't shoot » (« Ne tirez pas »). Selon la police, certains manifestants ont lancé des bouteilles sur les policiers, ce qui les a obligé à utiliser à nouveau des gaz lacrymogènes pour disperser la foule. Le lendemain, une unité spécialisée lourdement armée, le SWAT, dépêche une équipe d'environ 70 officiers exigeant que les manifestants se dispersent. Dans la nuit du 13 août, certaines personnes ont jeté des cocktails Molotov et d'autres objets sur les policiers qui ont riposté avec des bombes fumigènes, des grenades flash, des balles en caoutchouc et des gaz lacrymogènes pour disperser la foule. Des séquences vidéo des événements enregistrés par KARG Argus Radio montrent la police tirant des gaz lacrymogènes dans un quartier résidentiel et ordonnant aux journalistes de cesser l'enregistrement.
Le weekend du 10 au 13 octobre, baptisé Ferguson October (en), a été marqué par une série de manifestations calmes à St. Louis et à Ferguson, une dizaine de personnes ont été arrêtées par la police à la suite de nombreux affrontements à Ferguson et St Louis.
Le 24 novembre 2014 la décision du grand jury de ne pas poursuivre le policier auteur des tirs relance les émeutes à Ferguson malgré les appels au calme lancés par le président Barack Obama et la famille du jeune Michael Brown et contraint le gouverneur de l'État du Missouri, Jay Nixon, à déclarer l'état d'urgence et faire appel à la garde nationale pour maintenir l'ordre. La police de Ferguson a été la cible de nombreux tirs et une douzaine d'immeubles ont été incendiés. 29 manifestants ont été arrêtés. D'autres manifestations ont lieu en divers endroits des États-Unis, notamment à New-York et à San Francisco. Selon le site américain Buzzfeed, qui relaye les propos du chef de la police du comté de Ferguson, ce dernier a personnellement entendu plus de 150 coups de feu tirés contre les forces de l'ordre. Mais la police n'a pas riposté. D'autres manifestations ont lieu en divers endroits des États-Unis, notamment à New-York et à San Francisco,

### Famille
Le 10 août, la famille de Brown donne son avis face aux émeutes qu'engendre cette affaire ; un cousin de Michael Brown explique sur une chaîne de télévision locale que « [Nous] voulions que tout le monde sache et comprenne que piller les magasins ce n'est pas ce qu'aurait voulu Mike, ça me déçoit moi et ma famille. Notre famille ne demande pas ça, mais la paix et la justice. S'il vous plaît, laissez faire notre deuil et arrêtez les violences cette nuit [...]. »
Le 13 août, une page web recueillant des fonds pour la famille est créée.

### Auteur des tirs
Le 29 novembre 2014, le journal St. Louis Post-Dispatch annonce que Darren Wilson, l'auteur des tirs mortels, aurait quitté la police en invoquant notamment le fait que s'il restait en fonction il ferait « courir des risques aux habitants et aux officiers de police de Ferguson ».

### Ku Klux Klan
Le 9 août 2014, des membres du Ku Klux Klan manifestent leur soutien au policier, ils rassemblent 20 000 $ de dons.

### Gouvernement fédéral
Le 12 août, le président Barack Obama présente ses condoléances à la famille de la victime. Le 14 août, il critique « l'usage excessif de la force » par la police du comté de Saint-Louis, venue épauler la police locale et appelle au respect de la liberté d'expression. Toujours le 12 août, la sénatrice du Massachusetts, Elizabeth Warren, et le représentant du Michigan, Justin Amash, fournissent sur Twitter des descriptions des « guerres » après l'intervention policière ; Amash qualifie cette situation d'« effrayante » le 13 août et Warren exige des réponses immédiates le 14 août.
Le jeudi 4 septembre 2014, l’avocat général du département de la Justice des États-Unis, Eric Holder, a annoncé qu’une nouvelle enquête sera ouverte afin d’étudier les pratiques à long terme de la police de Ferguson.

## Dans les arts
- Until the flood est une pièce de théâtre écrite par Dael Orlandersmith (en)[60], consistant en une série de monologues formant une mosaïque de points de vue sur le meurtre de Michael Brown[61],[62].

- En 2015, Johnny Hallyday chante une chanson en hommage à Michael Brown, Dans la peau de Mike Brown - Compositeur : Yodelice Auteur : Dominique Burgaud - sortie sur l'album De l'amour. Il y est dénoncé le racisme dont a été victime le jeune homme de 18 ans.